# 萨罗夫的塞拉芬
萨罗夫的塞拉芬（俄语：Серафим Саровский，1794年7月30日-1833年1月14日），本名普罗霍尔·伊西多维奇·莫什宁（俄语：Про́хор Иси́дорович Мошни́н），是俄罗斯正教会最富盛名的圣人之一，他在正教会与公教会中都受敬拜。人们普遍将他看做19世纪诸长老中最伟大者。塞拉芬发展了修道主义中有关沉思、神知以及对平信徒所展现的自谦。他教导人们，基督徒生活的目标是获得圣灵。其最著名的一句隽语或许是：“当你获得平静的灵魂，你身边的千百人都会因此得救。”塞拉芬于1903年被俄罗斯正教会封圣。若望·保禄二世教宗也称他为圣人并将其纳入教会历中。1903年，在圣彼得堡都主教安东尼与下诺夫哥罗德主教拿撒里乌、坦波夫主教英诺肯提主持了其圣髑迁徙与供奉仪式，尼古拉二世一家与多达20万信众参加了圣礼。